# Вилла Сарачено
Вилла Сарачено (итал. Villa Saraceno) — вилла (загородный дом), построенная в 1540-х годах по проекту выдающегося венецианского архитектора Андреа Палладио. Расположена в Агульяро, в провинции Виченца области Венето на севере Италии. В 1996 году вилла вместе с другими постройками Палладио включена в список Всемирного наследия ЮНЕСКО «Города Виченца и Палладиевых вилл Венето» (Città di Vicenza e Ville Palladiane del Veneto).

## История и архитектура

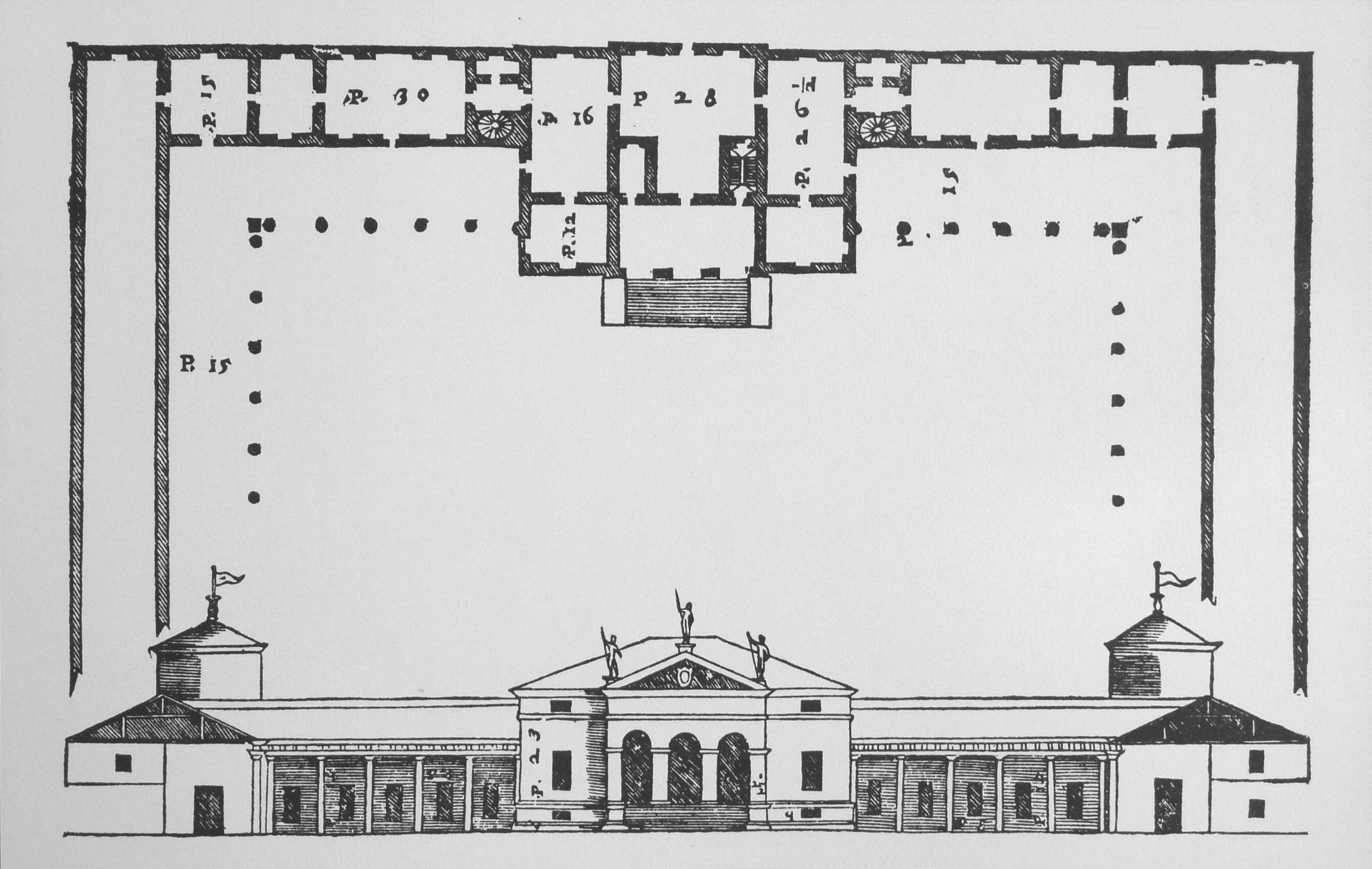
Вилла Сарачено. Чертёж из трактата А. Палладио «Четыре книги об архитектуре». 1570

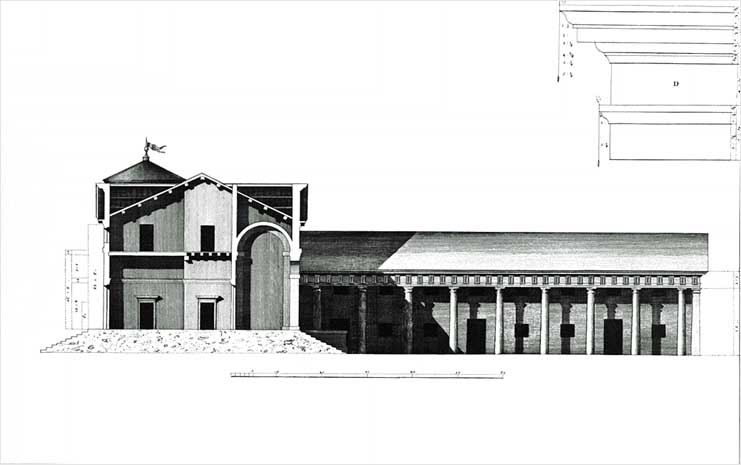
Сечение по продольной оси. Чертёж О. Бертотти-Скамоцци. 1778

Вилла построена по заказу патрицианской семьи Сарачено. Это одна из ранних работ Андреа Палладио, спроектированная около 1548 года и построенная до 1555 года. В 1570 году здание было изображено в трактате Палладио «Четыре книги об архитектуре». Палладио представил здание, фланкированное двумя длинными крытыми галереями на колоннах тосканского ордера: «баркессами» (итал. barchessa — «лодочка»), расположенными под прямым углом к главному корпусу. Существующая постройка по сравнению с проектом имеет упрощённую композицию: ранее существовавшие хозяйственные строения были сохранены архитектором, а не заменены его «фирменными» крыльями-галереями. Причины расхождения между опубликованным планом и реальным зданием не совсем ясны, но это не единственная из вилл Палладио, которая отличается от опубликованного в его трактате проекта. Позднее, в XIX веке было пристроено одно боковое крыло.
Необычайно простое, почти аскетичное здание представляет собой монолитный объём, построенный из оштукатуренного кирпича. Вилла ориентирована по оси север-юг, основной «благородный этаж» (piano nobile) опирается на высокий цоколь, приподнятый почти на два метра по сравнению с уровнем двора. Широкая лестница ведёт к трём аркам, образующим входную лоджию, имеющую сквозной проход в парк.
В отличие от того, что обычно встречается в виллах Палладио, нижний этаж не полностью используется в качестве подвального, а комнаты заполнены хорошо уплотнённым грунтом из песчаника, чтобы решить проблемы, связанные с водоносным горизонтом и глинистой почвой под виллой. Верхний этаж, как всегда, предназначен для хозяйственных нужд. Лоджия на фасаде увенчана треугольным фронтоном и выступает связующим звеном между главным залом и передним двором. В отличие от проекта на фронтоне отсутствует фамильный герб и статуи по углам, а вместо запланированного пологого пандуса сделана широкая лестница.
В XX веке вилла пришла в ветхое состояние, но сохранила некоторые оригинальные фресковые росписи. В 1989 году виллу приобрела британская благотворительная организация «Landmark Trust». К 1994 году организация завершила реставрацию здания, превратив прилегающую территорию, включающую фермерские постройки, не принадлежащие Палладио, в дом отдыха, вмещающий до шестнадцати человек. Среди многих людей, которые с тех пор останавливались на вилле, был канадско-американский архитектор Витольд Рыбчинский, который использовал обмеры виллы для своей книги о Палладио.
После реставрации основные помещения виллы были частично открыты для публики. В 2008 году «Landmark Trust» отпраздновал 500-летие со дня рождения Палладио, выпустив новый путеводитель по вилле Сарачено на английском и итальянском языках и расширив возможности для посещения.

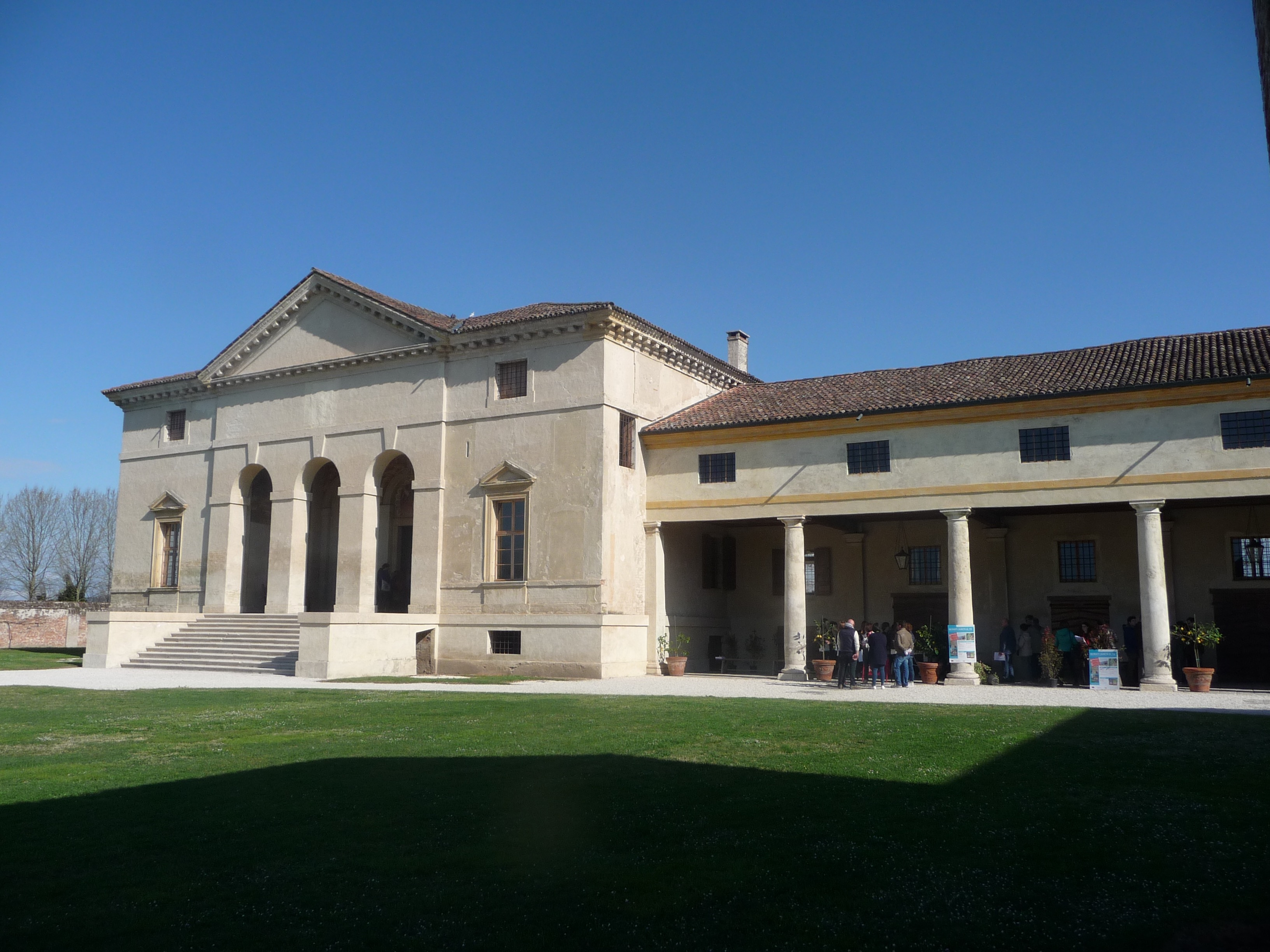
Общий вид
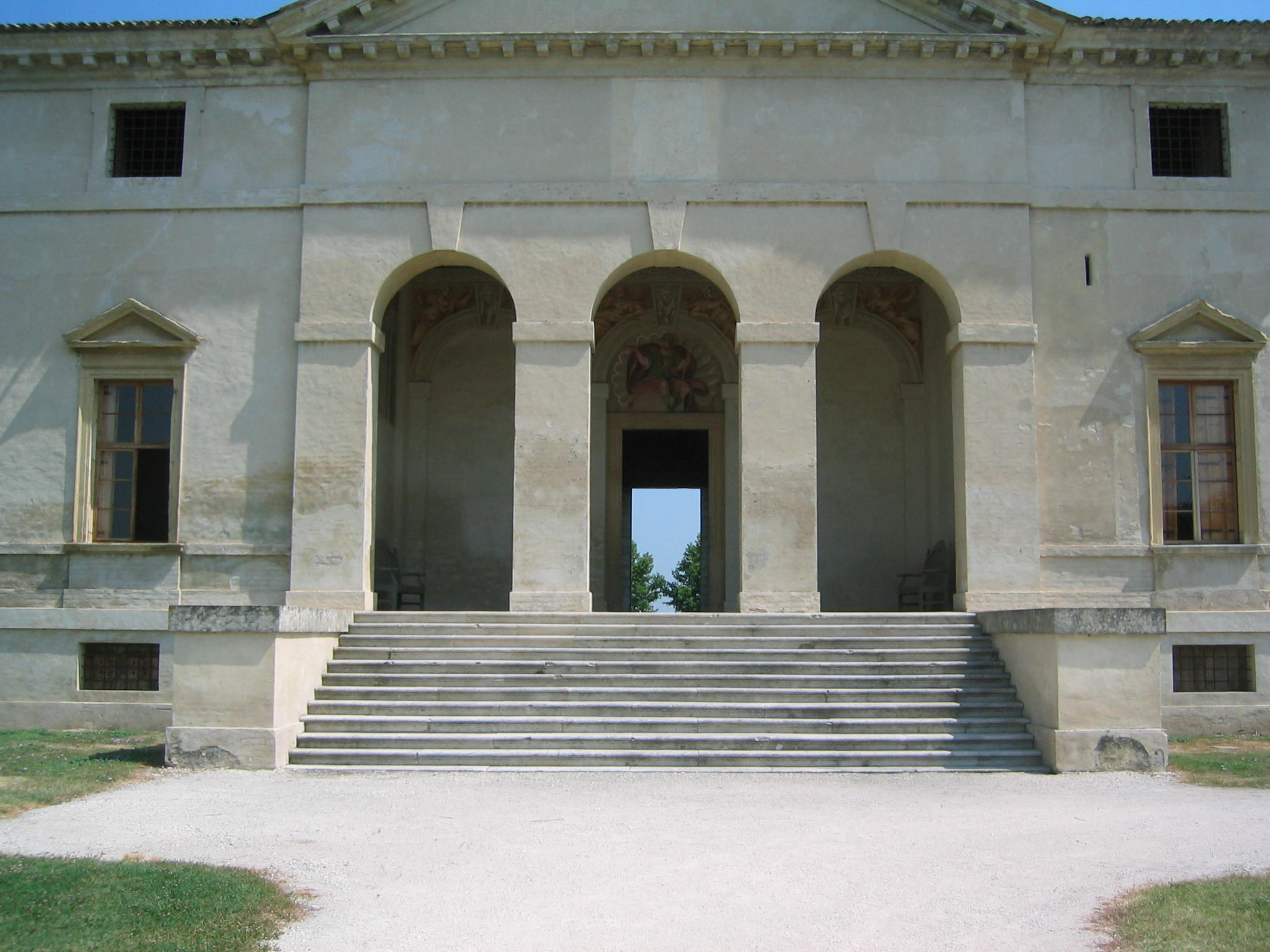
Лоджия
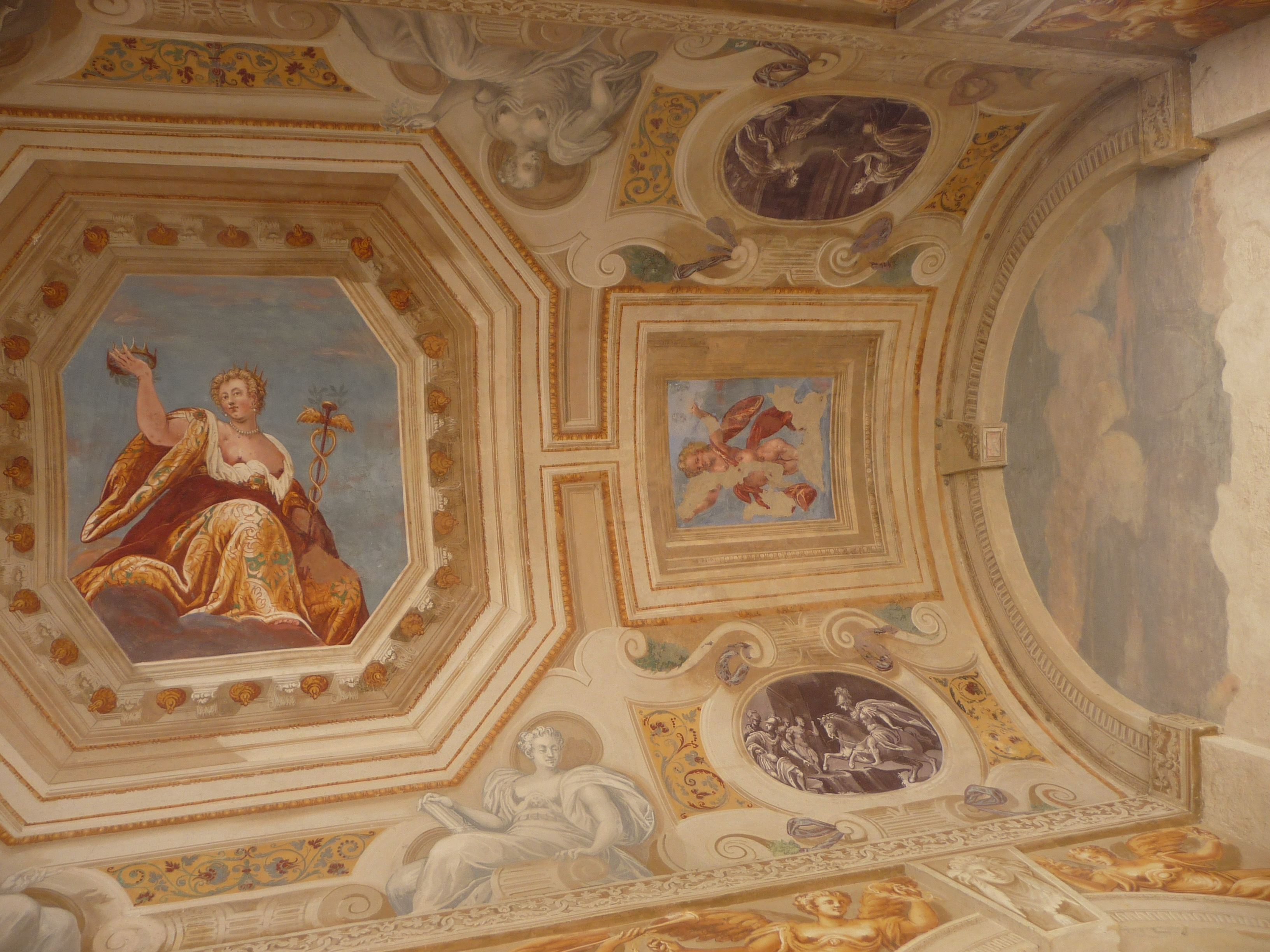
Роспись свода лоджии
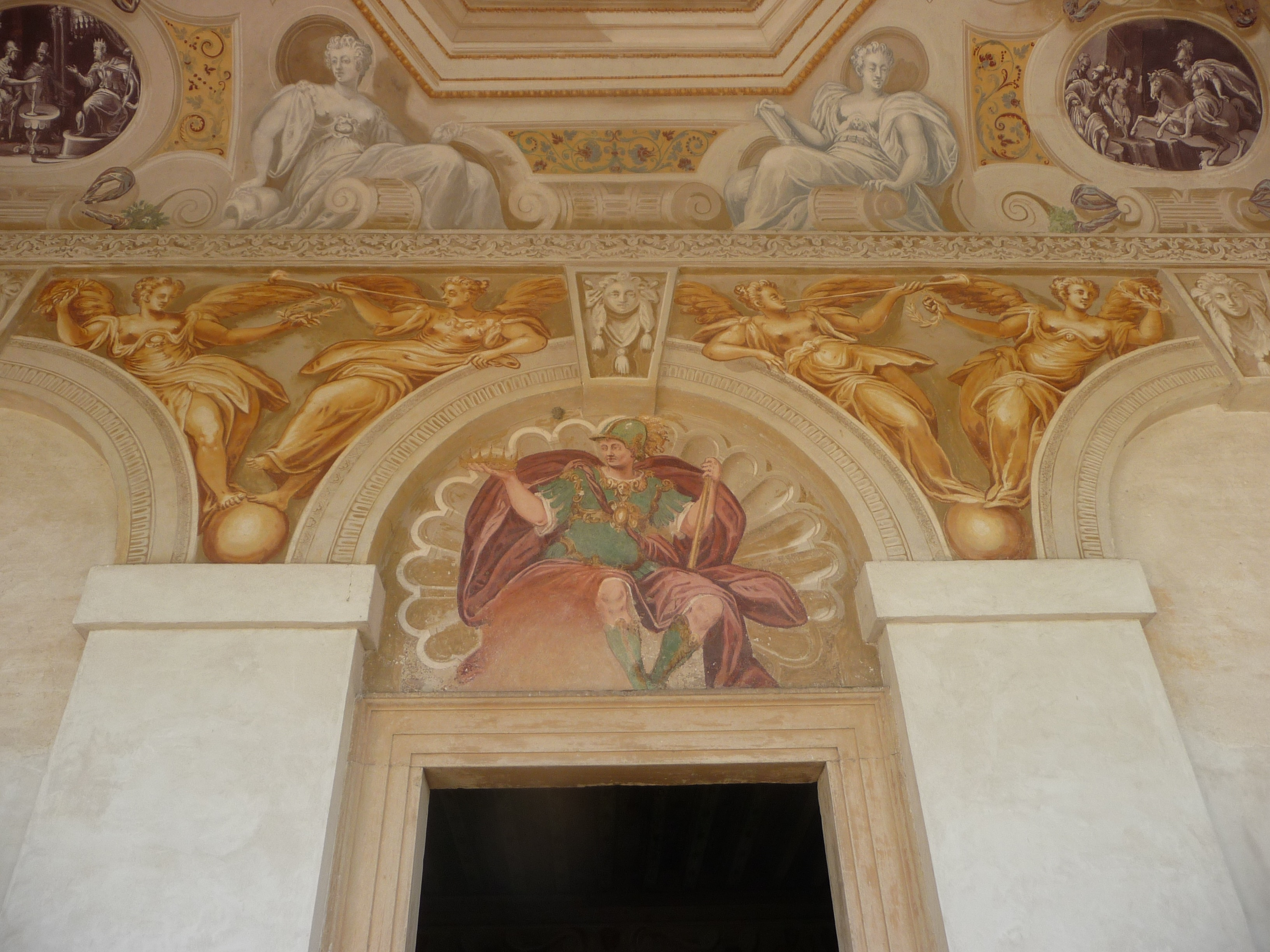
Деталь росписи
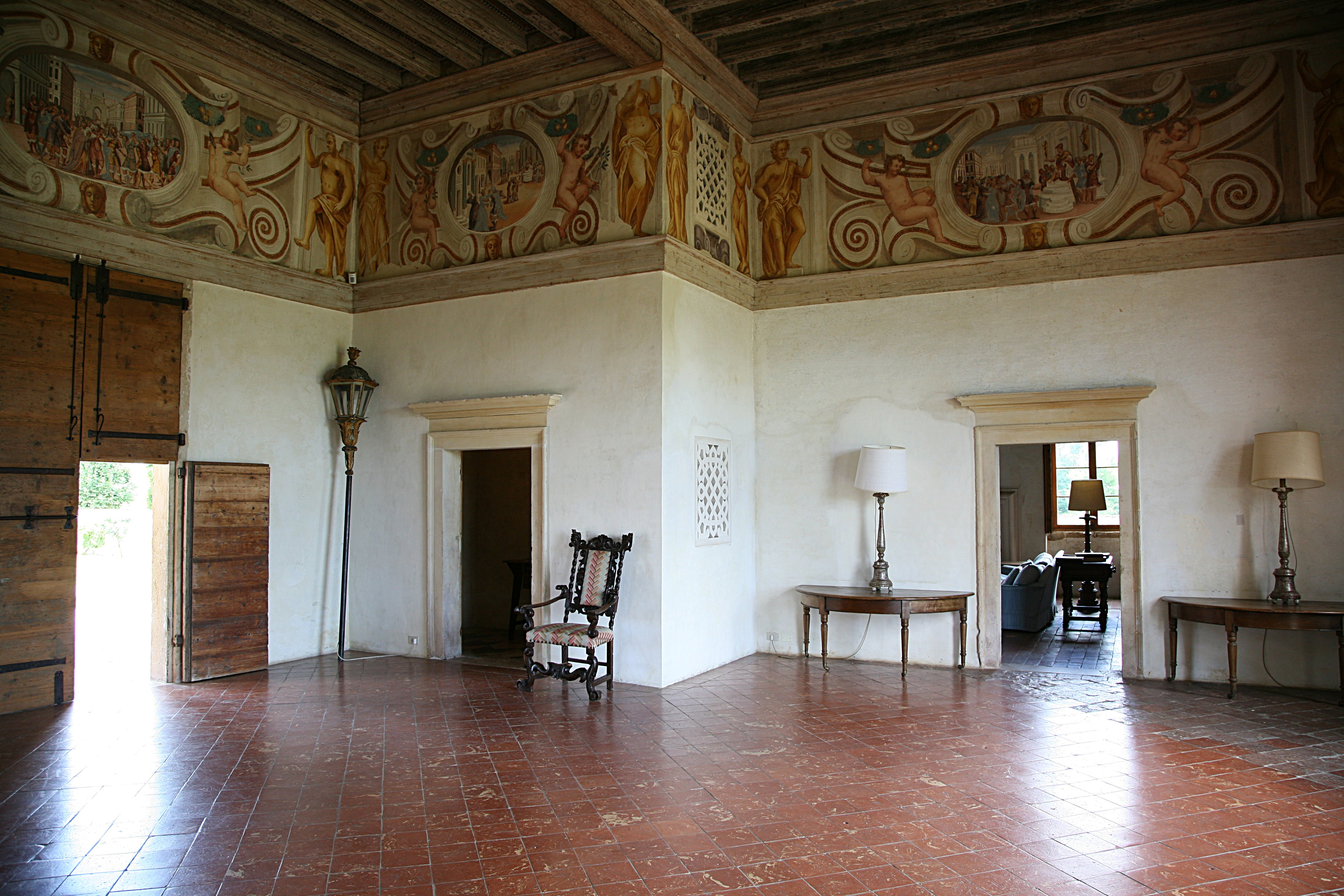
Центральный зал
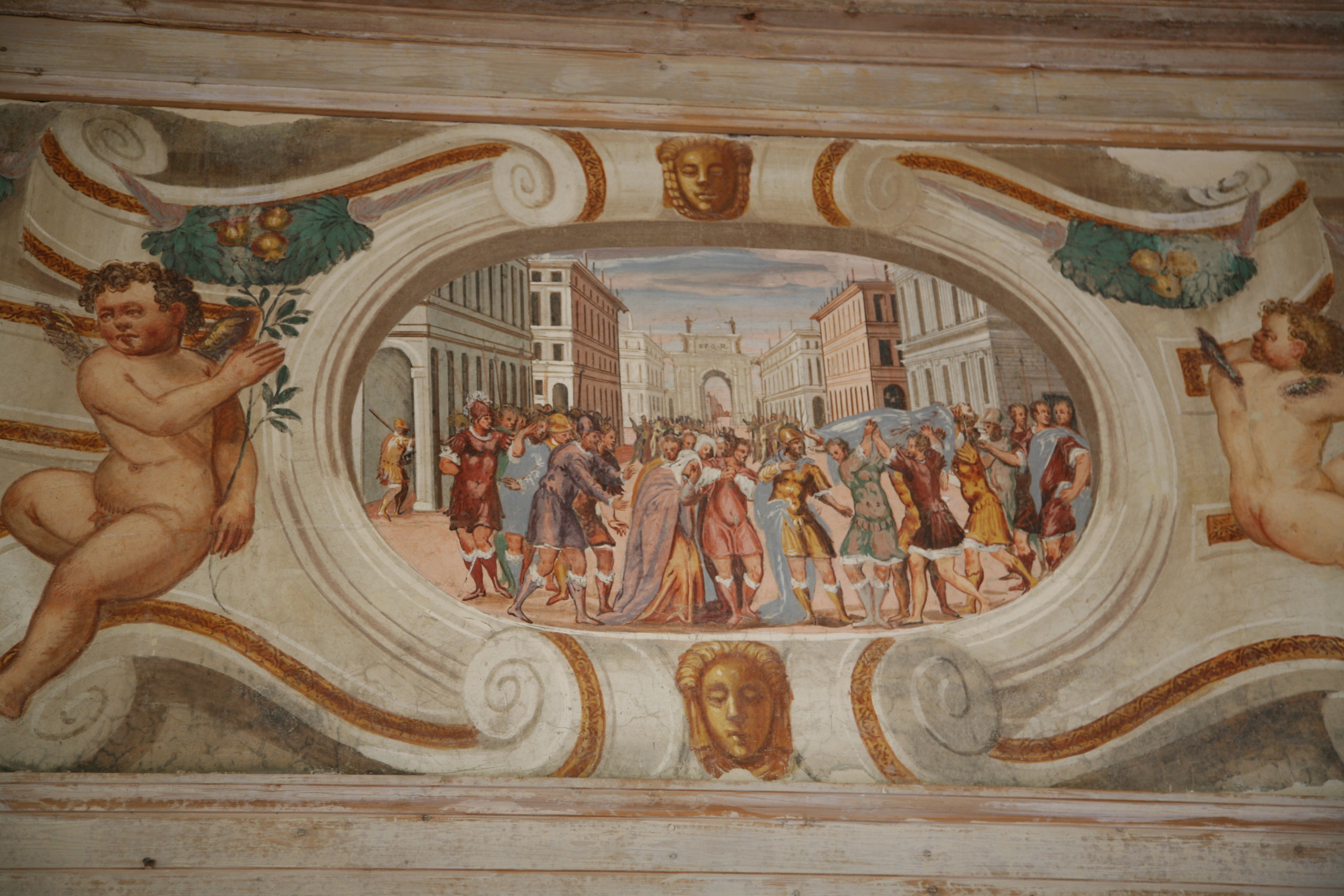
Деталь росписи зала
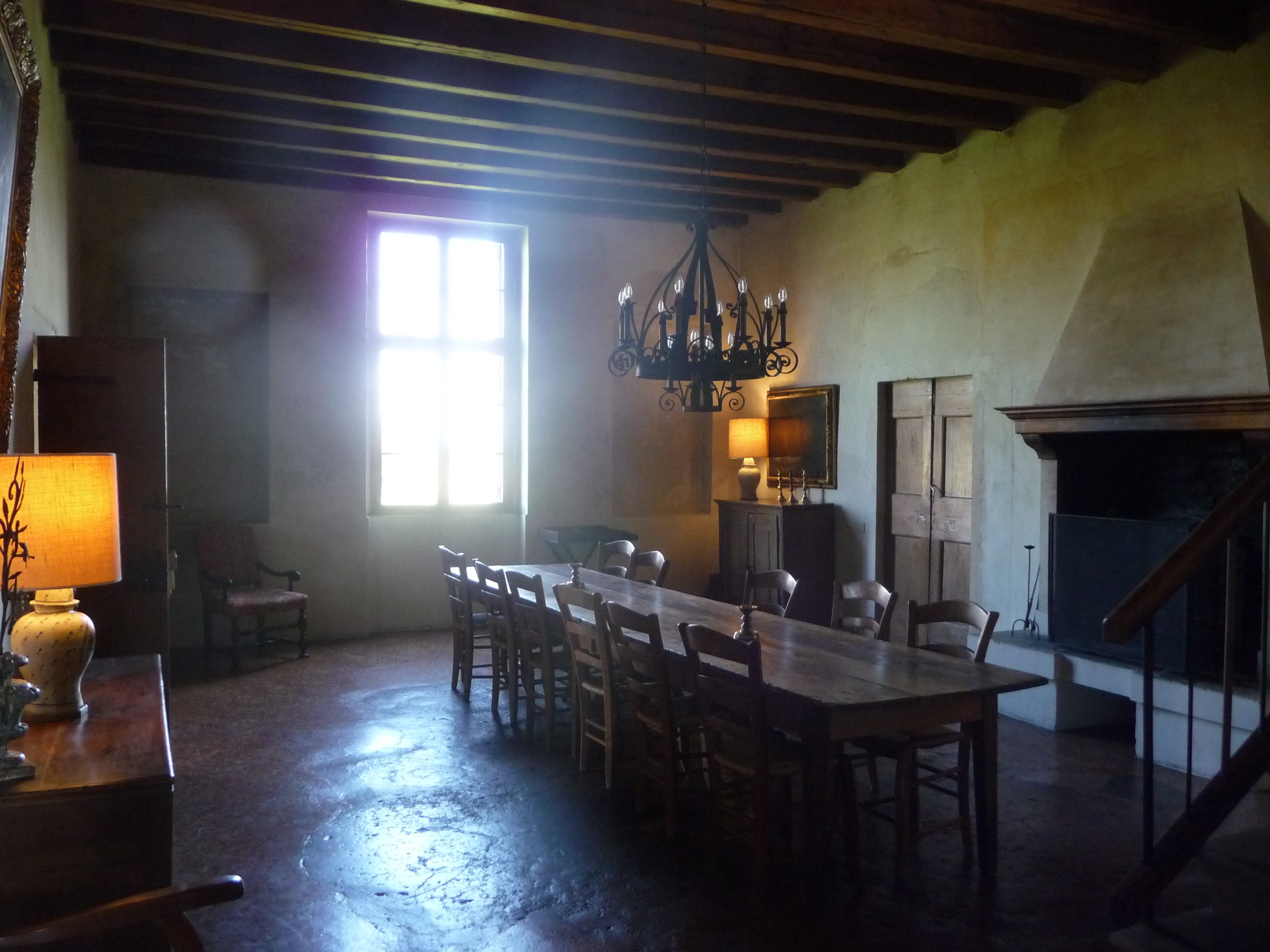
Столовая
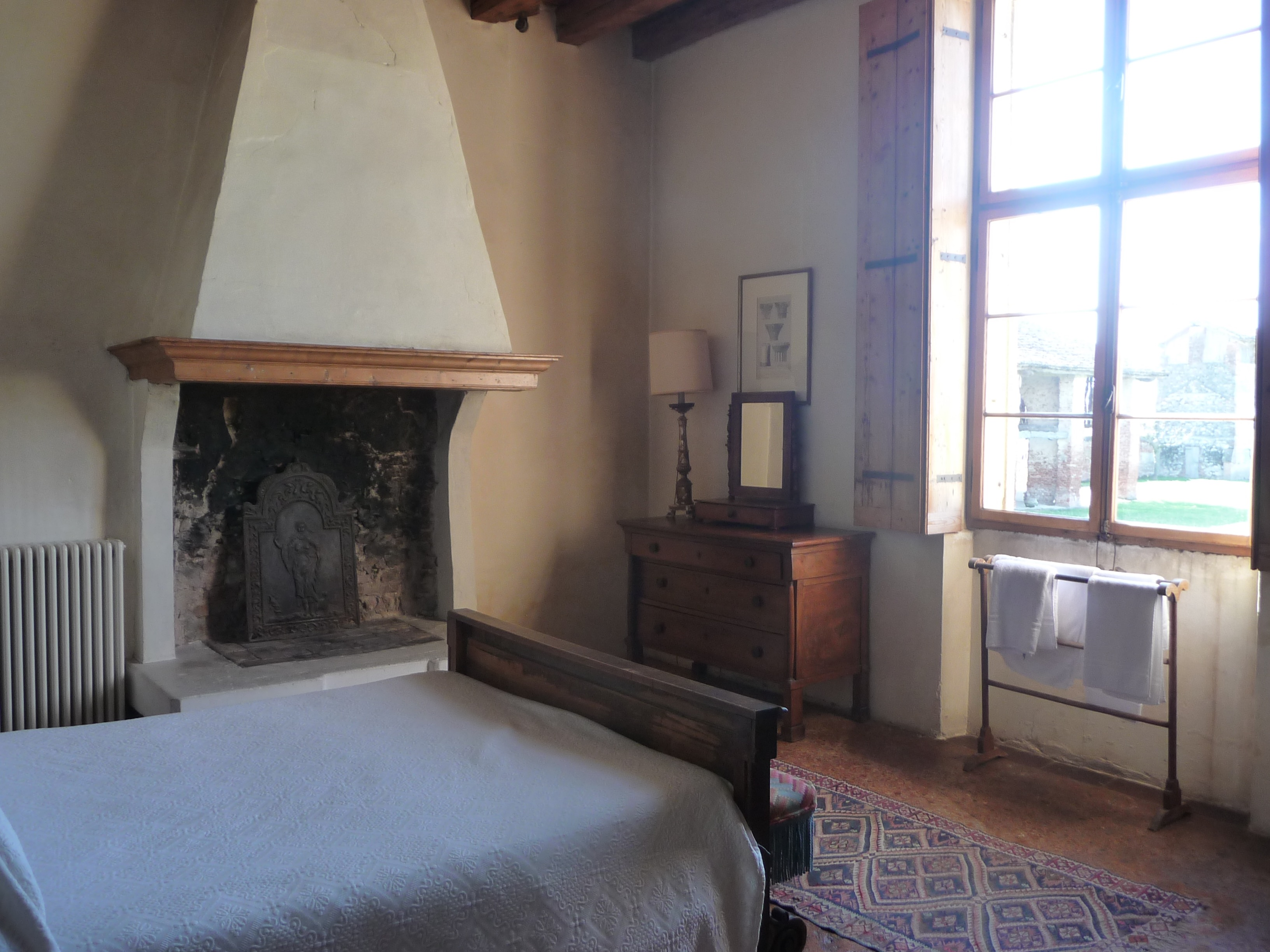
Спальня